# Ritratto di Caterina Cornaro (Bellini)
Il Ritratto di Caterina Cornaro è un olio su tavola dipinto dall'artista rinascimentale italiano Gentile Bellini, creato intorno al 1500. É conservato al Museo delle Belle Arti di Budapest.

## Storia e descrizione
Questo è uno dei pochi ritratti coevi superstiti dell'ultima regina di Cipro, Caterina Cornaro, moglie e vedova del re Giacomo II. Nel 1489 Caterina abdicò dal trono e fu costretta a vendere l'Isola a favore della Serenissima, trasferendosi in isolamento ad Asolo, nella campagna trevigiana. Gentile Bellini ha creato almeno altre due copie dell'opera: il secondo ritratto è conservato nella collezione Avogadro ed è stato il regalo di nozze di Caterina a una delle sue dame di corte. La terza immagine conosciuta di Caterina, sempre del Bellini, è visibile nel suo dipinto Miracolo della Croce al Ponte di S. Lorenzo, del 1500, inginocchiata in compagnia della sua casa padronale. Elementi iconografici comuni compaiono in tutte e tre le immagini: la Regina è ritratta con lo stesso copricapo, un leggero velo trasparente, dietro il quale si intravede il volto maturo della donna. L'abito è ricamato di perle, così come la collana ed il pendente.